# メガゾーン23 ON RADIO
『メガゾーン23 ON RADIO』（メガゾーンツースリー オン レディオ）は、文化放送で2007年1月6日から同年3月31日まで毎週土曜日26:30 - 27:00に放送されていたラジオ番組。

## 概要
第1回・第2回はOVA『メガゾーン23』のダイジェストを前･後編形式で放送したほか、初見リスナーのために同作の一部用語についても解説された。第3回以降は、2007年夏発売予定（実際には9月発売）のPlayStation 3用ゲーム『メガゾーン23 青いガーランド』の紹介、および『メガゾーン23』の続編に当たるオリジナルラジオドラマ『メガゾーン23 ザ・エクステンド・ストーリー』などを放送した。

## ラジオドラマ
『メガゾーン23 ザ・エクステンド・ストーリー』
『メガゾーン23』の続編にあたるラジオドラマ。『メガゾーン23 青いガーランド』につながるオリジナルストーリーとして放送された。『メガゾーン23 PART II』や『MEGAZONE23 III』とはパラレルワールドを舞台として展開するうえ、イメージドラマ『失われたシーズン』とも別アプローチの内容となっている。

### キャラクター
矢作 省吾（やはぎ しょうご）
声 - 久保田雅人
本作の主人公。B.D.に敗れ去った後、省吾は由唯の待つフラットに辿り着く。B.D.への再戦を誓う省吾は、ガーランドをココの店に持ち込み、ガーランドの修復を開始する。
高中 由唯（たかなか ゆい）
声 - 大塚恵子
本作のヒロイン。省吾と再会した後は彼を支えつつ、ミュージカル舞台を目指す。
ココ
声 - 柴田秀勝
省吾行き付けのバイクショップオーナー。破壊されたガーランド修復の手助けをする。
中川 真由（なかがわ まゆ）
声 - ひなたたまり
省吾の友人、中川真二の妻。エンジニア出身らしく、ガーランド修復を主導する。
将軍（しょうぐん）
声 - 瀬水暁
多重スパイとしてB.D.のもとで活動する。しかし、B.D.には反感を持っている。
B.D.（ビー・ディー）
声 - 柴田光太郎
軍を主導する軍人。省吾のライバル。

## パーソナリティー
- カート
- 勝大 (Tomo)
- 梨乃

## コーナー
- 教えて! カート先生
- 秘密を教えてください23（ツースリー）